# Stelis martinezii
Stelis martinezii är en orkidéart som beskrevs av Rodolfo Solano Gómez. Stelis martinezii ingår i släktet Stelis och familjen orkidéer. Inga underarter finns listade i Catalogue of Life.